# Tillandsia barthlottii
Tillandsia barthlottii är en gräsväxtart som beskrevs av Werner Rauh. Tillandsia barthlottii ingår i släktet Tillandsia och familjen Bromeliaceae. Inga underarter finns listade i Catalogue of Life.